# Zielona Cytadela w Magdeburgu

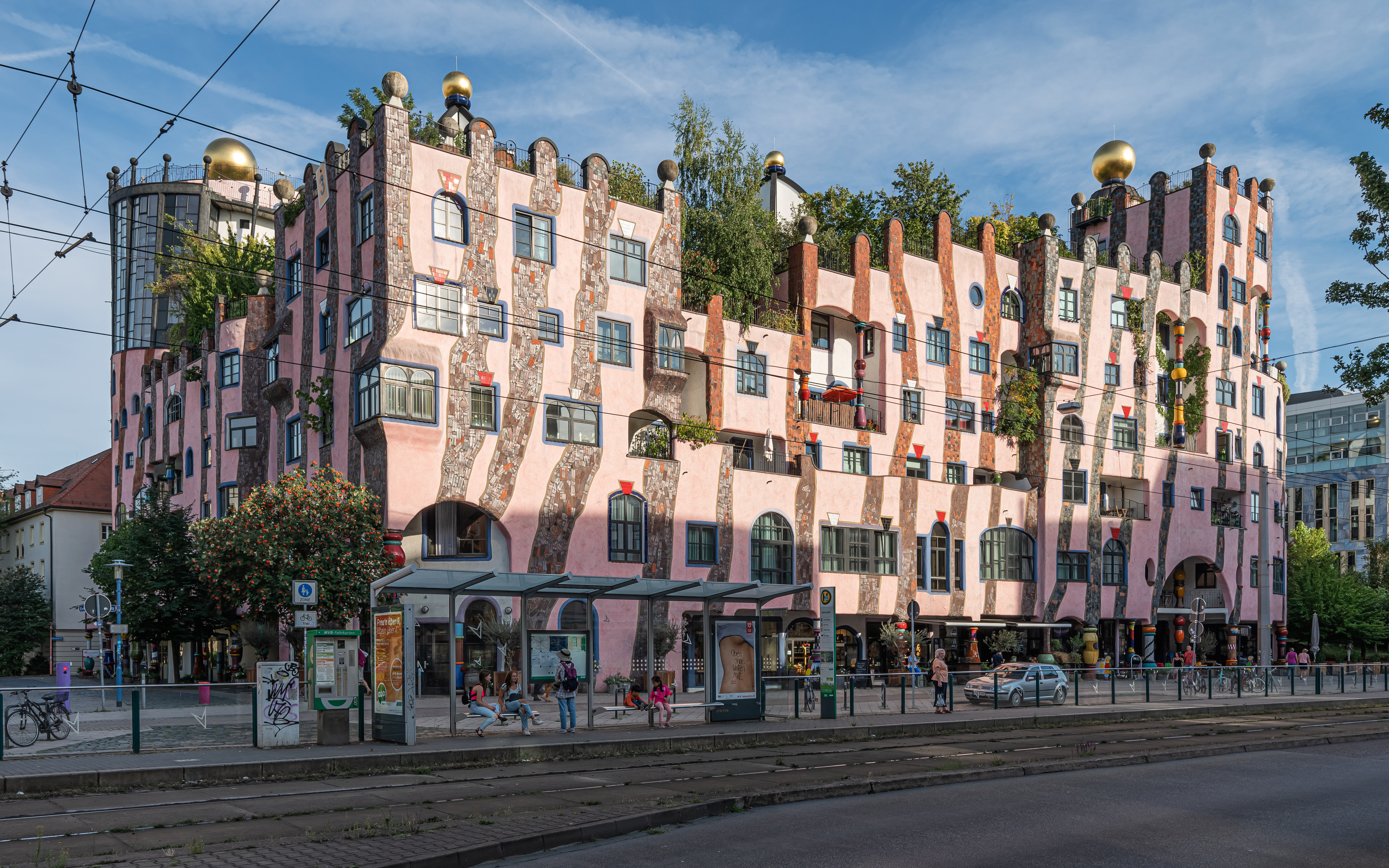
Zielona Cytadela w Magdeburgu

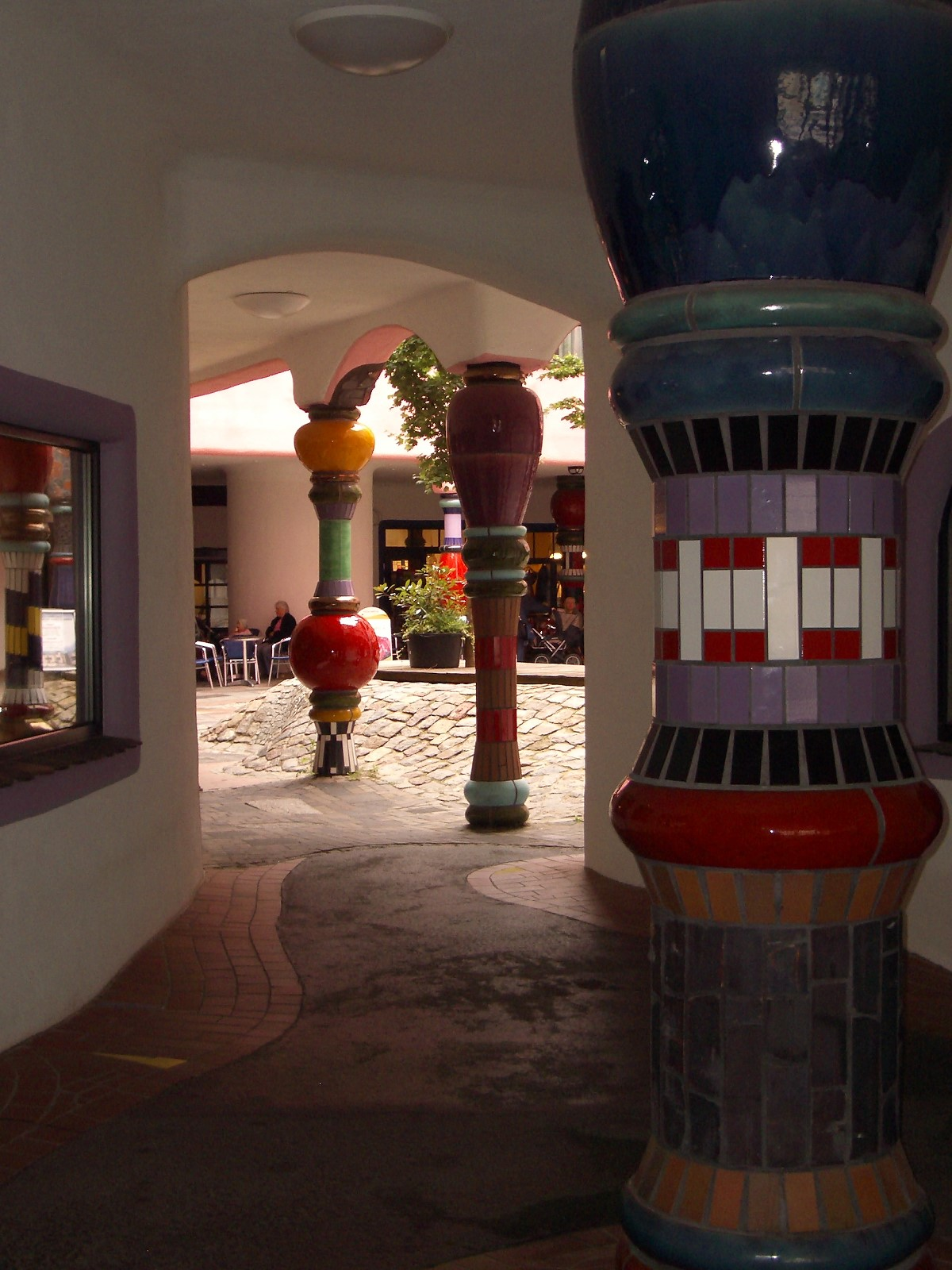
Zielona Cytadela – fragment dziedzińca

Zielona Cytadela (niem. Grüne Zitadelle) – postmodernistyczny kompleks mieszkalny w Magdeburgu, zaprojektowany przez Friedensreicha Hundertwassera (1928–2000).
Różowy, wbrew nazwie, kompleks znajduje się przy ul. Breiterweg i został oddany do użytku w 3 października 2005, 5 lat po śmierci architekta. Bywa uważany za jego ostatnie dzieło. Hundertwasser pracował nad jej planami jeszcze na krótko przed śmiercią w 2000. Dyskusje nad projektem austriackiego artysty podzieliły środowisko Magdeburga. Jego projekt, nazwany oazą dla ludzkości i dla natury w morzu racjonalnych domowisk polaryzował też opinie architektów. W marcu 2004 rozpoczęły się prace budowlane – w miarę postępu robót głosy krytyki znalazły się jednak w mniejszości.
Kompleks ma służyć nie tylko mieszkaniu, ale także zastanowieniu nad środowiskiem życia współczesnego człowieka, co było myślą przewodnią twórczości Hundertwassera. Magdeburg należy do tych miast byłej NRD, które charakteryzują się wyjątkowo dużą liczbą mało atrakcyjnych blokowisk, co stanowiło punkt wyjścia dla inspiracji architekta.
W projekcie architektonicznym przewidziane zostały: 55 mieszkań, lokale sklepowe, hotel, biura, przedszkole, jak również, od 2006, stała wystawa dzieł Hundertwassera. Budynek jest jednym z celów wycieczek zatrzymujących się w Magdeburgu.